# Šah u Hrvatskoj

## Legenda o grbu
Hrvatska ima značajnu šahovsku tradiciju. Početak pripada legendi vezanoj uz hrvatski grb, "šahovnicu". Uzorak bijelih i crvenih kvadrata (4×4) kao grb Hrvatske prvi se put pojavljuje 1508. godine na portretu Fridrika III. Habsburškog, koji je naslikao Hans Burgkmair. Na dokumentu kojim Sabor 1. siječnja 1527. godine potvrđuje izbor Ferdinanda Habsburškog za hrvatskog kralja nalazi se kompletna šahovnica s 8×8 polja.
Kasnije je nastala legenda, koju je 1880. zapisao Vjekoslav Klaić, kako je hrvatski kralj Stjepan Držislav, zarobljen od Mlečana, igrao šahovski meč u kojem mu je protivnik bio dužd Petar II. Orseolo. Dobio je sve tri partije i time zadobio slobodu, a po nekim verzijama i vlast nad dalmatinskim gradovima. Nakon toga je stavio šahovsku ploču u svoj grb.
Također ima i legenda koja kaže da je kralj Suronja, pobijedio mletačkog dužda u šahovskoj partiji za nekoliko dalmatinskih otoka.

## Povijest (do 1990.)
U Hrvatsku je šah došao sa zapada preko Italije, a s istoka preko Bizanta. Igra je bila prihvaćena i poznata još u srednjem vijeku. Tada je bila povlastica vladarskih dvorova i plemstva, realno je pretpostaviti da ju je najprije igralo hrvatsko plemstvo, i to oni plemići koji su često boravili u nekoliko europskih zemalja, gdje su se i bolje upoznali sa šahom.
Najstariji hrvatski trag o šahu nalazi se u imovinskom popisu Mihovila (u. 1385. u Zadru), trgovca suknom, gdje je naveden stolić sa šahovskom garniturom. U Splitu, pod vlašću Venecije, nadbiskup Andrija Corner 1535. zabranjuje svećenicima igrati šah. Šah se spominje kao "nepoštena igra" zajedno s kartama, kockama i pjesmama. Svećenici (glagoljaši) su tada nosili oružje, zalazili u gostionice, trgovali, "kockali" i sl. Takve zabrane "kocke" ponavljale su se više puta u raznim europskim zemljama; prva potječe još iz XI. st.
Dokumentirano je da se šah igrao u Dubrovniku 1422. i 1434., u Lici 1486. i Splitu 1535.
Plemstvo je po svemu sudeći i u ostatku Hrvatske igralo šah u 16. i 17. stoljeću, vjerojatno i ranije. Šah su igrali kao razonodu.
Iako se smatra da je dopisni šah nastao na Dalekom istoku prije novog doba  - spominje se slonovska "pošta", najstarije povijesno svjedočanstvo iz sredine XVII. stoljeća govori o dopisnom šahu između Mletačkih i Dubrovačkih trgovaca pa se Hrvatska smatra jednom od kolijevki dopisnog šaha u svijetu. Poznati engleski povjesničar i orijentalist Thomas Hyde u knjizi De ludis orientalibus, tiskanoj 1694, spominje dopisne partije igrane između mletačkih i hrvatskih trgovaca od 1650. g.
Barun Franjo Trenk prigodom napada na pruski tabor 1745. zauzeo je kraljev šator i kao ratni plijen osvojio šah od slonove kosti i stijeg pruskoga kralja Fridrika II. Velikog.
U Gradskom muzeju u Varaždinu čuva se šahovski stolić s figurama, koji potječe iz 18. stoljeća.
Tijekom 19. stoljeća, šah postaje sve popularniji u Hrvatskoj zahvaljujući ponajviše studentima koji studiraju u Beču, Padovi, Bruxellesu, Parizu itd.
1853. je šah dokumentiran u Prvim pravilima Varaždinske dvorane. Šah se u tim pravilima naziva skaknica.
Prvi šahovski problem u hrvatskom tisku objavljen je 1844. u karlovačkom časopisu Pilger. Prva šahovska rubrika počela je izlaziti 1875. u tjedniku Hrvatska lipa. Prva šahovsku početnicu napisao je Vjekoslav Rutzner. Bila je objavljena u nekoliko dijelova u Pobratimu 1893. Prva šahovska knjiga tiskana je 1909. Bila je to Šahovska abeceda Izidora Grossa. Nazivi šahovskih figura koji se u njoj spominju i danas su u uporabi (Gross figure naziva kralj, dama, toranj, lovac, skakač).
Prvi hrvatski šahovski majstor (pojam "velemajstor" tada još nije postojao) bio je Aleksandar Witek (Sisak 1852 - Graz 1894). 
Prvi šahovski turnir igran je u Zagrebu siječnja 1886. Pobjednik je bio dr.sc. Đuro Pilar, geolog i paleontolog svjetskog ugleda. Iste godine, 11. ožujka, osnovan je Zagrebački šahovski klub, prvi šahovski klub na području današnje Hrvatske, iako postoje zasad dokumentacijom nepotvrđene informacije da je već 1879. godine u Dubrovniku osnovan prvi klub. Zagrebački šahovski klub utemeljio je akademik, rektor Sveučilišta u Zagrebu i jedan od najistaknutijih hrvatskih šahista, prof. dr. Đuro Pilar sa svojim suradnicima Dragutinom pl. Šramom i dr. Slavkom Wolfom. Klub je bio registriran prema tadašnjim zakonskim propisima te je imao svoja „Pravila“ službeno potvrđena 22. ožujka 1886. godine. U siječnju iste godine odigran je prvi šahovski turnir u Zagrebu pod nazivom „Pokusni turnir“. Organizirao ga je Đuro Pilar prema iskustvu stečenom za vrijeme studija u Bruxellesu, gdje se družio s nekima od najpoznatijih onodobnih šahista. Turnir je imao 9 natjecatelja, a pobijedio je Dragutin Šram. 
Prvi međunarodni problemski šahovski turnir u jugoistočnoj Europi organizirao je Izidor Gross 1912. u Karlovcu. Iste godine, ali malo ranije, održan je Međunarodni gambitni turnir Opatija. Tema je bio kraljev gambit. Na turniru je iskristalizirana opatijska varijanta kao najbolja mogućnost obrane za crne. Danas se smatra da je to bio prvi međunarodni turnir u Hrvatskoj.
Hrvatski šahovski savez osnovan je 12. svibnja 1912. u Zagrebu. Nakon Prvog svjetskog rata i stvaranja Jugoslavije, 22. kolovoza 1920. u Zagrebu je osnovan Jugoslavenski šahovski savez. Hrvatski šahovski savez ostao je dio Jugoslavenskog do 1991, kada se osamostaljuje i sljedeće godine postaje član FIDE.
U prvoj polovici XX. st. najjači hrvatski igrač bio je Vladimir Vuković, koji je 1922. godine osvojio naslov međunarodnog majstora. Stekao je svjetsku slavu kao šahovski teoretičar, pisac i urednik. Niz njegovih knjiga preveden je na mnoge jezike. Pod njegovim je uredništvom pokrenut u Zagrebu 1925. g. Šahovski glasnik, 1946. obnovljen kao Šahovski vjesnik te ponovno 1953. kao Jugoslavenski šahovski glasnik. 
U razdoblju 1938. – 40. izlazio je časopis Šahovski pregled koji je uređivao Petar Trifunović.
Na neslužbenom europskom prvenstvu 1924. Paula Wolf-Kalmar osvojila je 5. mjesto što je do 2019. najbolji rezultat hrvatske šahistice na europskom prvenstvu.
Paula Wolf-Kalmar je na Svjetskom prvenstvu 1927. osvojila 3. mjesto te 2. mjesto na Svjetskim prvenstvima 1930. i 1931. 
U zagrebačkom HNK-u je 1941. u večernjoj predstavi bila izvedena partija živoga šaha prema partiji koju je 1915. odigrao kasniji svjetski prvak Aleksandr Aljehin.
Šahovska naklada, utemeljena je 1945. i izdala je oko 200 šahovskih knjiga i brošura. Izdala je i 14 albuma FIDE.
Nenad Petrović je bio jedan od najuglednijih svjetskih problemista. Velemajstor problemskog šaha, dobitnih brojnih nagrada u natjecanjima u sastavljanju problema, svjetski prvak u rješavanju problema 1947., 1965. i 1974. Svjetsko ekipno prvenstvo u problemskom šahu 1947. osvojila je jugoslavenska reprezentacija u kojoj su bili isključivo zagrebački rješavači matnih zadaća.
Nakon Drugog svjetskog rata imali smo mnogo odličnih igrača, ali nijedan se nije probio u svjetski vrh. Osam muškaraca i jedna žena nastupili su na međuzonskim turnirima. U razdoblju od 1945. do početka 1960-ih najbolji igrač je Petar Trifunović (Dubrovnik 1910 – Beograd 1980). Kasnije su se istakli velemajstori Mijo Udovčić, Vlado Kovačević, Krunoslav Hulak. Velemajstor Dražen Marović značajan je kao dugogodišnji urednik Šahovskog glasnika (naslijedio je Vukovića) i autor brojnih knjiga.
Mnogi hrvatski igrači i igračice igrali su za ekipu Jugoslavije na šahovskim olimpijadama 1927-1990. godine i osvojili niz medalja. 
IX. Šahovska olimpijada održana je 1950. godine u Dubrovniku. Zbog sukoba tadašnje Jugoslavije s Informbiroom, nisu sudjelovale ekipe SSSR-a i ostalih komunističkih zemalja. Prvo mjesto zauzela je reprezentacija Jugoslavije, u kojoj su igrali hrvatski igrači Petar Trifunović (rođen u Dubrovniku) i Braslav Rabar. Na njoj se igralo figurama koje je skicirao Andrija Maurović, a izradio drvotokar Vjekoslav Jakopović. Te su figure proglašene najboljima na svijetu zbog praktičnosti (optimalnog odnosa veličine figura i veličine polja te pogodnoga prstohvata). Robert Fischer je oba svoja meča protiv Spaskog (1972., 1992.) igrao s njima. Danas se izrađuju i u plastičnoj verziji.
Nenad Petrović je 1951. pokrenuo časopis Problem koji je 1952. postao službeno glasilo Stalne komisije FIDE za problemski šah (FIDE-PCCC). Časopis je ugašen 1981.
Nenad Petrović je autor prvog Kodeksa za šahovsku kompoziciju kojeg je objavio na Piranskom kongresu 1958. kojeg je on sam i organizirao. To je bio prvi svjetski kongres problemista koji se od tada održavaju redovito svake godine u raznim državama.
Ubrzo nakon toga Nenad Petrović je pokrenuo i realizirao prvih 13 svezaka Albuma FIDE.
Od kraja 1950-ih do početka devedesetih godina organiziran je u Hrvatskoj velik broj međunarodnih turnira. Najznačajniji su bili Turnir kandidata za prvenstvo svijeta 1958. g., igran u Bledu, Zagrebu i Beogradu (pobjednik je bio Mihail Talj) te Turniri mira, najjači turniri u šahu ikad odigrani na prostoru Hrvatske.
Mijo Udovčić je 1962. postao prvi hrvatski velemajstor.
U Splitu je 1963. održana II. ženska Šahovska olimpijada.
Memorijal prvog hrvatskog velemajstora Mije Udovčića organiziran od 1963. je najstariji brzopotezni šahovski turnir u Europi.
U travnju 1965. održan je 1. Turnir mira u Zagrebu.
Hrvoje Bartolović je 1965. postao svjetski prvak u rješavanju problema.
Dvojica Hrvata postali su omladinski prvaci svijeta: Bojan Kurajica (1965.) i Ognjen Cvitan (1981).
Braslav Rabar je za potrebe Šahovskog informatora 1966. stvorio nomenklaturu šahovskih otvaranja koja je i danas temelj šahovskog informacijskog sustava te ju je 1971. objavio u brošuri Klasifikacija šahovskih otvaranja. Razvrstao je otvaranja u 3 skupine: D, E i R. Nakon 1980. nomenklatura je proširena na 5 slova (A, B, C, D, E). U tom periodu postavio je i osnovna načela vrednovanja šahovskih rezultata, ali je FIDE prihvatila verziju mađarsko-američkog fizičara Arpada Eloa.
1970. održana su dva izuzetno jaka turnira: 2. Turnir mira koji se održao u Rovinju i Zagrebu te turnir u Vinkovcima na kojem je nastupio velik broj igrača s Turnira mira.
Prvi put svjetski kongres problemista u Hrvatskoj je održan 1972. u Puli. Kasnije su se vraćali 1977. u Malinsku na otoku Krku te 1997. i 2000. u Pulu.
U Medulinu je 1972. održana IV. Šahovska olimpijada slijepih.
1976. je Nenad Petrović	postao prvi hrvatski velemajstor šahovske kompozicije te ujedno i prvi hrvatski velemajstor problemskog šaha.
Od siječnja 1975. djeluje Hrvatski klub dopisnih šahista.
1975. u Rovinju i Zagrebu održan je 3. Turnir mira.
Nenad Petrović je 1976. postao prvi hrvatski velemajstor šahovske kompozicije te ujedno i prvi hrvatski velemajstor problemskog šaha.
Svjetsko prvenstvo u rješavanju šahovskih problema održano je 1977. u Malinskoj na Krku.
Pavao Keglević je 1978. postao prvi hrvatski velemajstor međunarodnog dopisnog šaha.
1985. odigran je 4. Turnir mira.
Nekad tijekom karijere Mijo Udovčić i Petar Trifunović razvili su svoje varijante poteza: Zagrebačku varijantu, odnosno Trifunovićevu varijantu.
1990. Andriji Fudereru je dodijeljena titula počasnog velemajstora, a godinu dana kasnije i Dragoljubu Miniću. Oni su tako jedini hrvatski šahisti u društvu od 30-ak počasnih velemajstora. 

## Sadašnje stanje (nakon 1990.)
Na šahovskoj olimpijadi 1992. godine hrvatska muška ekipa zauzela je izvrsno 7. mjesto i to joj je do danas najveći uspjeh. Iste godine na europskom prvenstvu ostvarila je najbolji rezultat do danas osvajanjem je 7. mjesta, uspjeh kojeg je ponovila 1997.  
Na Šahovskoj olimpijadi 1994. ženska reprezentacija je osvajanjem 19. mjesta ostvarila najbolji rezultat do danas.
Muška reprezentacija kvalificirala se za Svjetsko prvenstvo 1997. na kojem je osvojila 6. mjesto. To je do danas jedini nastup reprezentacije na Svjetskom prvenstvu.
Hrvoje Stević bio je prvak svijeta za igrače do 16 godina 1995., Lara Stock (do 10, 2002.), Valentina Golubenko (do 18, 2008.), Ivan Šarić (do 18, 2008.).
Mirjana Medić je 1999. postala prva hrvatska šahistica s titulom ženskog velemajstora, WGM.
U travnju 2003. Maja Zelčić je postala prva hrvatska igračica dopisnog šaha koja je premašila rejting 2300.
Maja Zelčić je 2005. postala prva hrvatska šahistica s titulom ženske velemajstorice međunarodnog dopisnog šaha, LGM.
Vlasta Maček je 2003. postala veteranska prvakinja svijeta u brzopoteznom šahu, a Mišo Cebalo veteranski prvak svijeta (60+) 2009. godine.
Na europskom prvenstvu 2007. ženska reprezentacija je ostvarila najbolji rezultat osvajanjem 9. mjesta.
U Hrvatskoj postoji 209 šahovskih klubova. Ekipna natjecanja organizirana su u ligama na četiri razine. Brigu o svim natjecanjima, registraciji igrača, rejting-listi itd. vodi Hrvatski šahovski savez.
Zdenko Kožul je 2006. godine postao prvak Europe, što je najveći pojedinačni uspjeh hrvatskog šaha od osamostaljenja.
Godine 2006. je održano i europsko prvenstvo u ubrzanom šahu u Francuskoj. Prvo mjesto je osvojio zagrebački velemajstor Rober Zelčić, dok je treće mjesto pripalo velemajstoru Mladenu Palcu.
Ivan Šarić i Valentina Golubenko 2008. godine u Vijetnamu su osvojili naslove svjetskih prvaka do 18 godina.
1997. i 2000. u Puli je organizirano Svjetsko prvenstvo u rješavanju šahovskih problema. 
Maja Zelčić je bila svjetska doprvakinja u dopisnom šahu od 2000. do 2005.
2004. je Hrvatska bila domaćin Svjetskog prvenstva u šahovskoj kompoziciji.
Godine 2006. Zdenko Kožul postao je europski prvak, a Robert Zelčić europski prvak u brzopoteznom šahu.
Godine 2007. prvi je put jedan hrvatski šahist dobio titulu velemajstora u tinejdžerskim godinama. Bio je to Ante Brkić.
Razdoblje od 2000. do 2009. je najplodnije desetljeće u hrvatskoj šahovskoj povijesti po broju novih velemajstora (GM) - 15, prvo "dvoznamenkasto razdoblje". 
Leonardo Ljubičić je svjetski prvak u dopisnom šahu od 2013. do 2016.
U listopadu 2013. Marko Filipović je postao prvi hrvatski rješavač koji je premašio rejting 2600 te istovremeno i prvi koji je ušao među desetoricu najboljih na međunarodnoj listi.
Gari Kasparov, bivši svjetski šahovski prvak, od 2014. ima hrvatsko državljanstvo.
2017. je Marko Filipović postao prvi hrvatski velemajstor rješavanja šahovskih problema, tek treći hrvatski velemajstor u problemskom šahu i prvi nakon 37 godina. 
2018. Ivan Šarić je postao europski prvak te je u Zagrebu održan 5. Turnir mira. U studenom iste godine Ivan Šarić je postao prvi Hrvat koji je prešao granicu od 2700 live rejting bodova te četiri mjeseca kasnije postao je prvi Hrvat koji je prešao granicu od 2700 rejting bodova na standardnoj ljestvici.
2019. organiziran je turnir pod nazivom Croatia Grand Chess Tour. Odigrao se u prostorijama Novinarskog doma u Zagrebu. Dio je serije od 7 turnira pod nazivom Grand Chess Tour s koje će četvorica najuspješnijih igrača izboriti pravo nastupa na finalnom turniru u Londonu krajem iste godine. Jedan je od najjačih turnira u povijesti šaha - sudjelovalo je prvih šest igrača s trenutačne svjetske rang liste te osmi, deveti, deseti, četrnaesti, petnaesti i sedamnaesti igrač.
Antonio Radić

## Vanjske poveznice
- Hrvatski šahovski savez
- Zagrebački šahovski savez  Arhivirana inačica izvorne stranice od 3. listopada 2015. (Wayback Machine)
- Hrvatska šahovska stranica "Lovac na damu"
- ECU - HŠS  Arhivirana inačica izvorne stranice od 30. listopada 2010. (Wayback Machine)
- Povijest šaha u Hrvatskoj  Arhivirana inačica izvorne stranice od 28. prosinca 2012. (Wayback Machine)

Ostali projekti
|  | Zajednički poslužitelj ima još gradiva o temi Šah u Hrvatskoj |